# Jezioro Klasztorne (Leśne)
Jezioro Klasztorne, Jezioro Leśne – przepływowe jezioro wytopiskowe w woj. pomorskim, w pow. kwidzyńskim, w gminie Gardeja, leżące na terenie Pojezierza Łasińskiego.
Jezioro jest połączone z akwenami jezior Klasztornego i Kucki.

## Dane morfometryczne
Powierzchnia zwierciadła wody według różnych źródeł wynosi od 38,9 ha przez 39,3 ha do 40,0 ha.
Zwierciadło wody położone jest na wysokości 79,2 m n.p.m. lub 79,0 m n.p.m. Średnia głębokość jeziora wynosi 5,7 m, natomiast głębokość maksymalna 22,3 m.
W oparciu o badania przeprowadzone w 1995 roku wody jeziora zaliczono do III klasy czystości.

## Hydronimia
Według urzędowego spisu opracowanego przez Komisję Nazw Miejscowości i Obiektów Fizjograficznych (KNMiOF) nazwa tego jeziora to Jezioro Klasztorne. W różnych publikacjach i na mapach topograficznych jezioro to występuje pod nazwą Leśne lub Świdno.